# Karangpawitan (Padaherang)
Karangpawitan is een bestuurslaag in het regentschap Ciamis van de provincie West-Java, Indonesië. Karangpawitan telt 6967 inwoners (volkstelling 2010).